# Ptychamalia sara
Ptychamalia sara là một loài bướm đêm trong họ Geometridae.